# Taeniolabis
Taeniolabis és un gènere extint de mamífers multituberculats de la família dels teniolabídids que visqueren a Nord-amèrica durant el Paleocè inferior, fa entre 63,3 i 66 milions d'anys. Se n'han trobat restes fòssils al Canadà (Saskatchewan) i els Estats Units (Colorado, Montana, Nou Mèxic, Utah i Wyoming). Aquest grup conté el multituberculat més gros que es coneix, T. taoensis, que vorejava els 100 kg i tenia les mateixes dimensions que un castor. El crani feia 16 cm de llargada. El seu estil de vida segurament era semblant al dels marmotinis d'avui en dia.